# 朱顶红
朱顶红（学名：Hippeastrum rutilum）是石蒜科朱顶红属的植物，又名红花莲（《海南植物志》）、华胄兰（《华北经济植物志要》）、線縞華胄、百枝莲、柱顶红、朱顶兰、孤挺花、百子莲、百枝莲、对红、对对红，原產於巴西東部和南部，是一種常見的觀賞植物。
花一般为2-4朵，比该属其他成员小。副花冠的特点是在花被管的喉部有刚毛。花被的大小约为7.6-10厘米，花被片中间宽2-2.5厘米。它们的颜色是明亮的红色，有一个绿色的龙骨，延伸到裂片的一半处。柱头是三裂的。

## 圖片

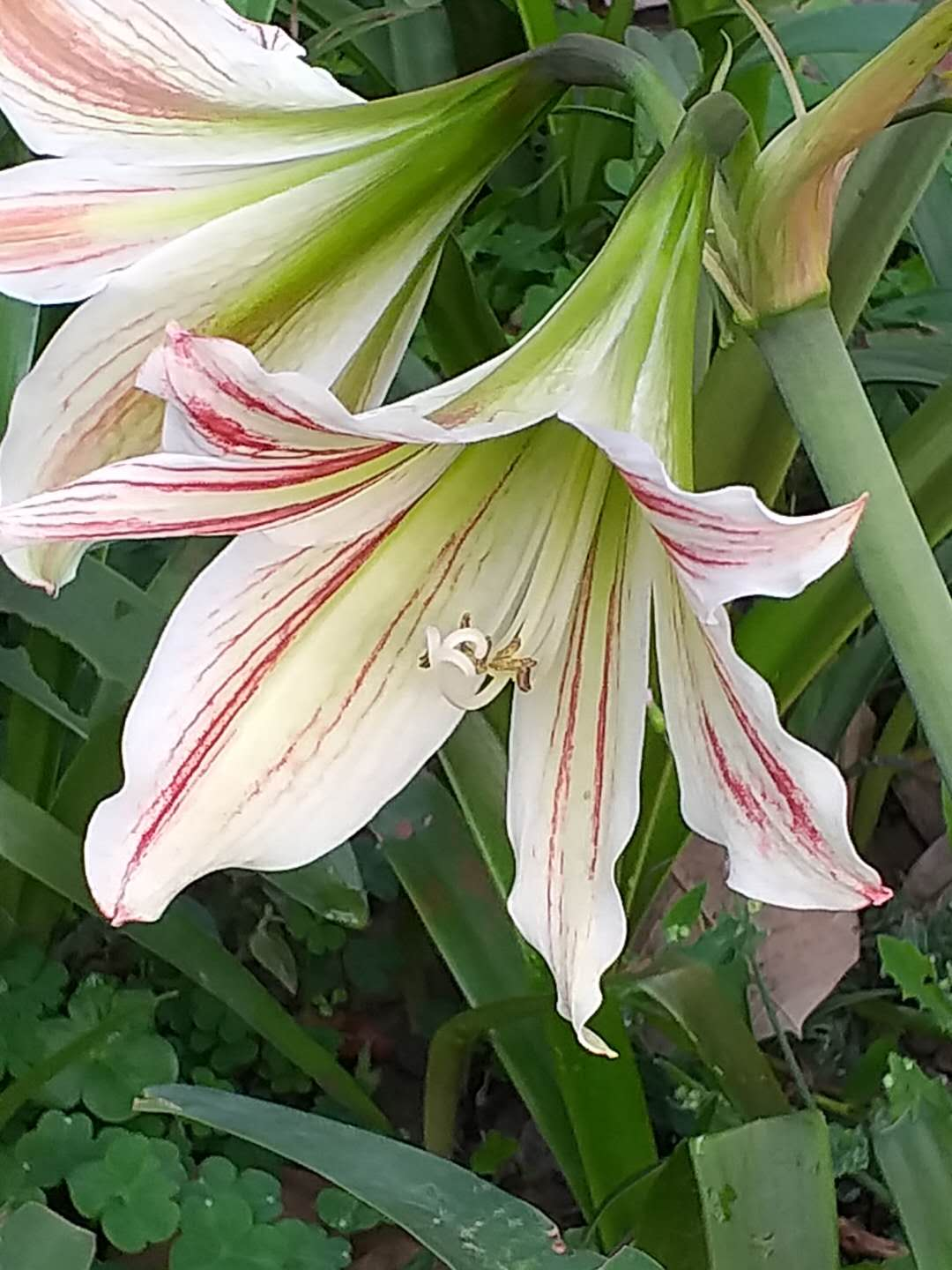
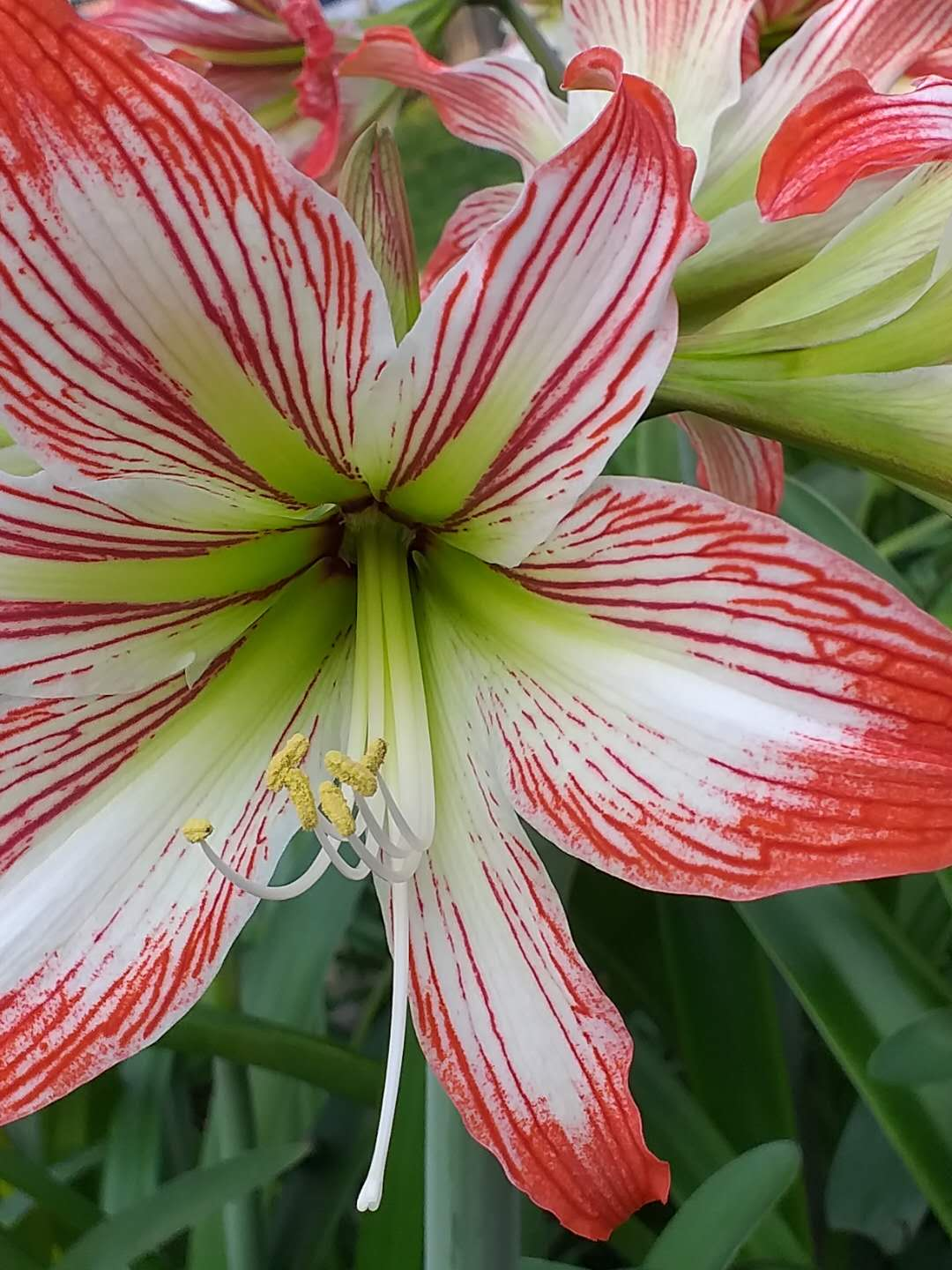
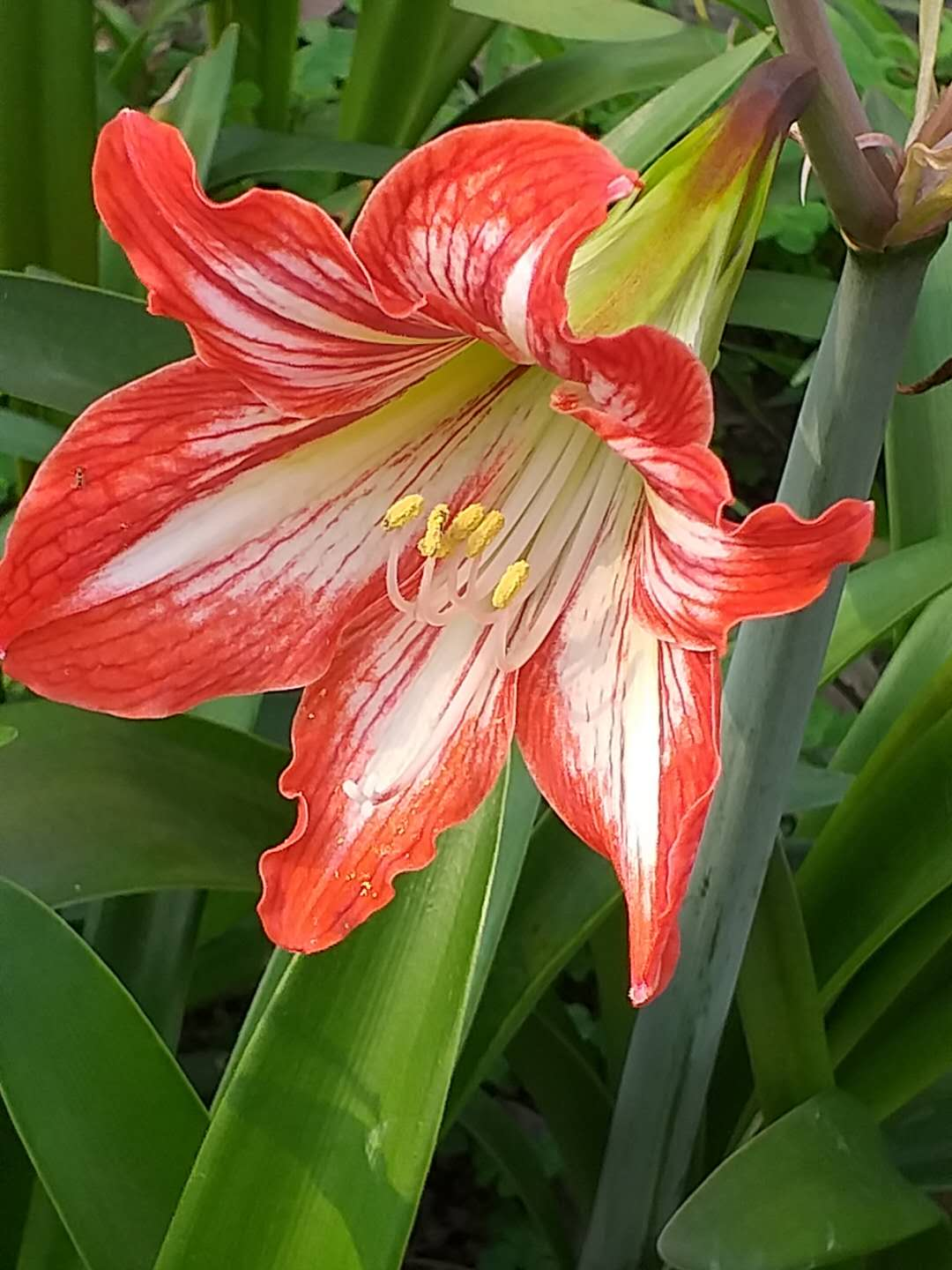
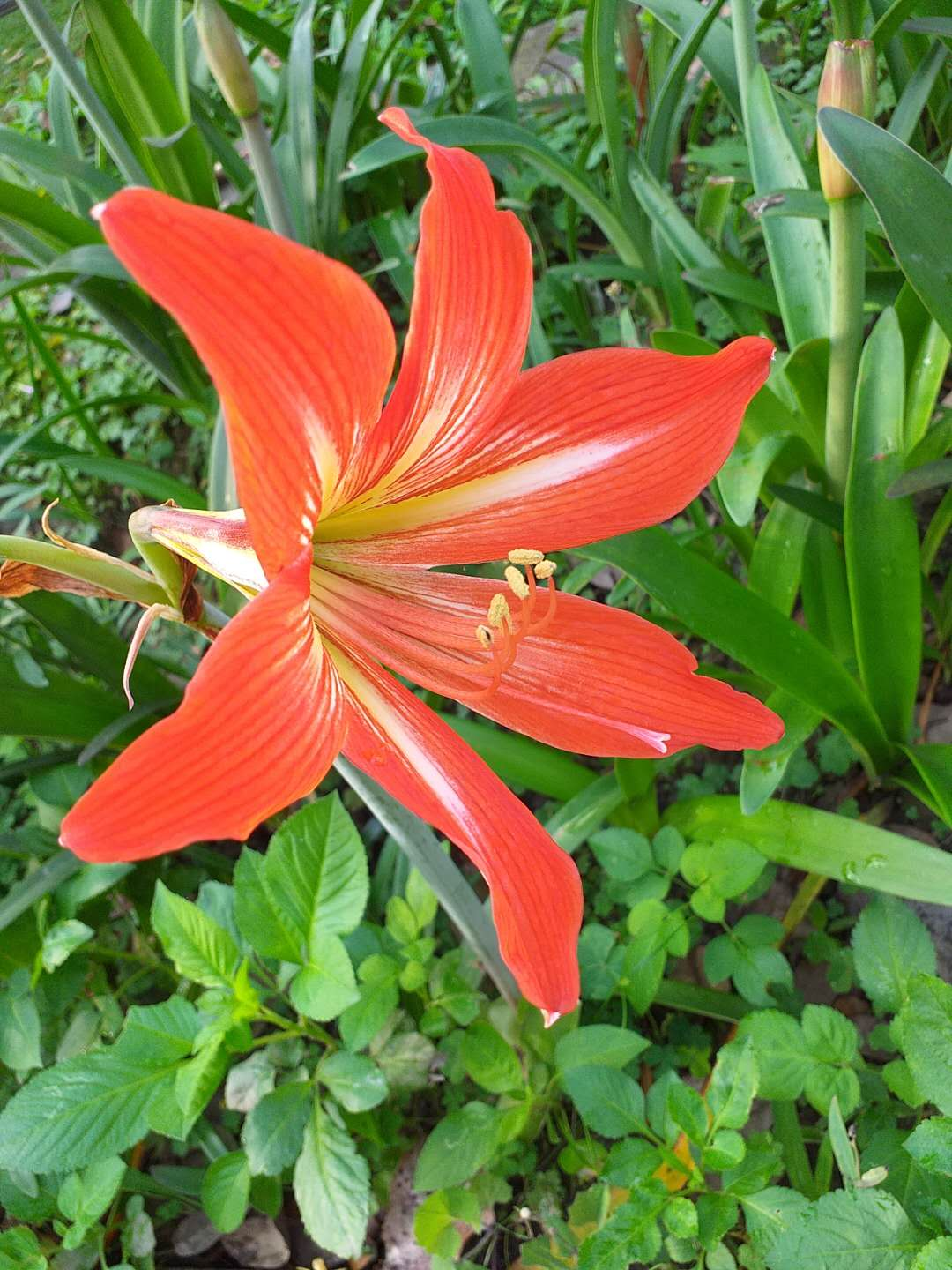
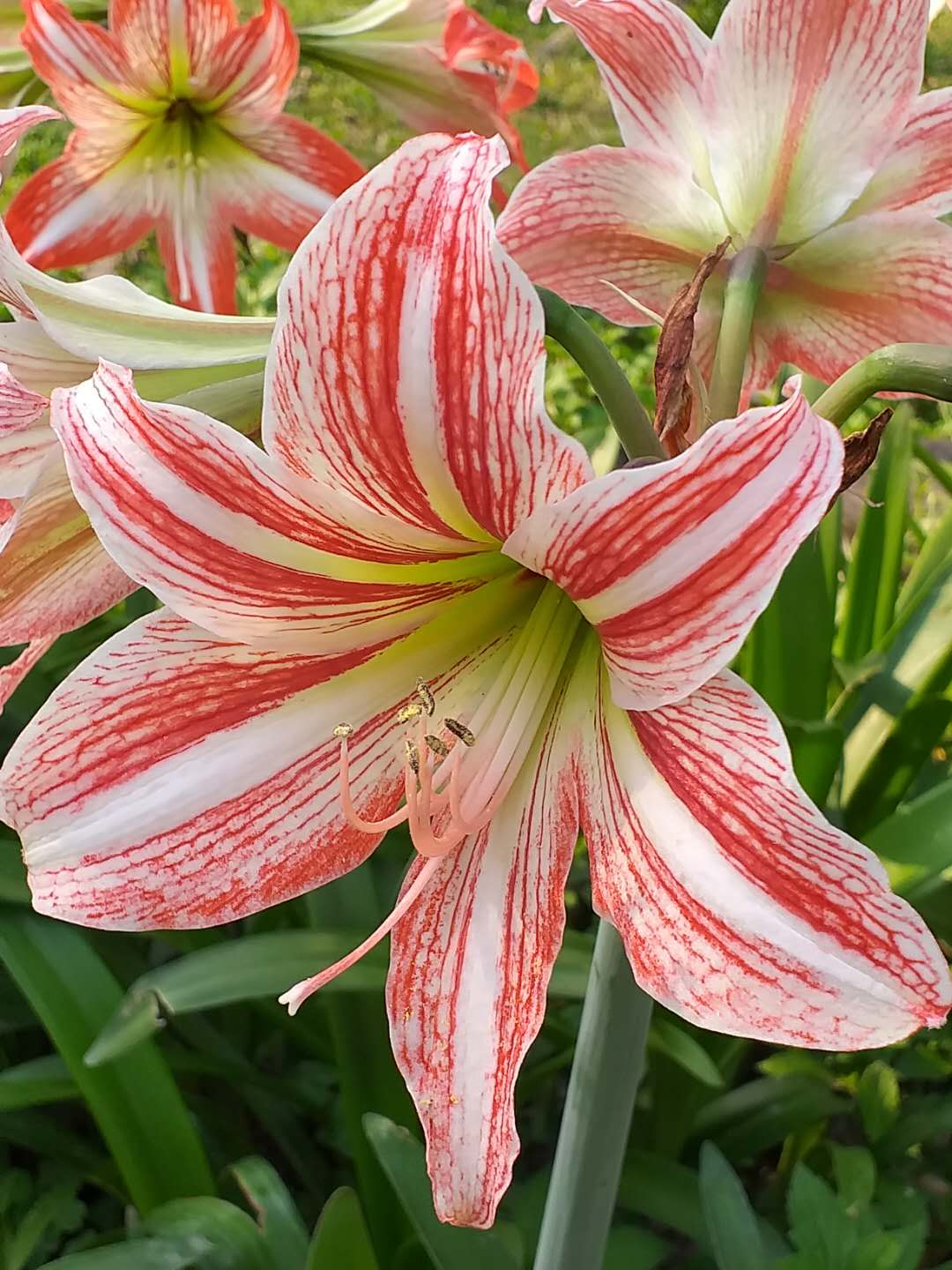
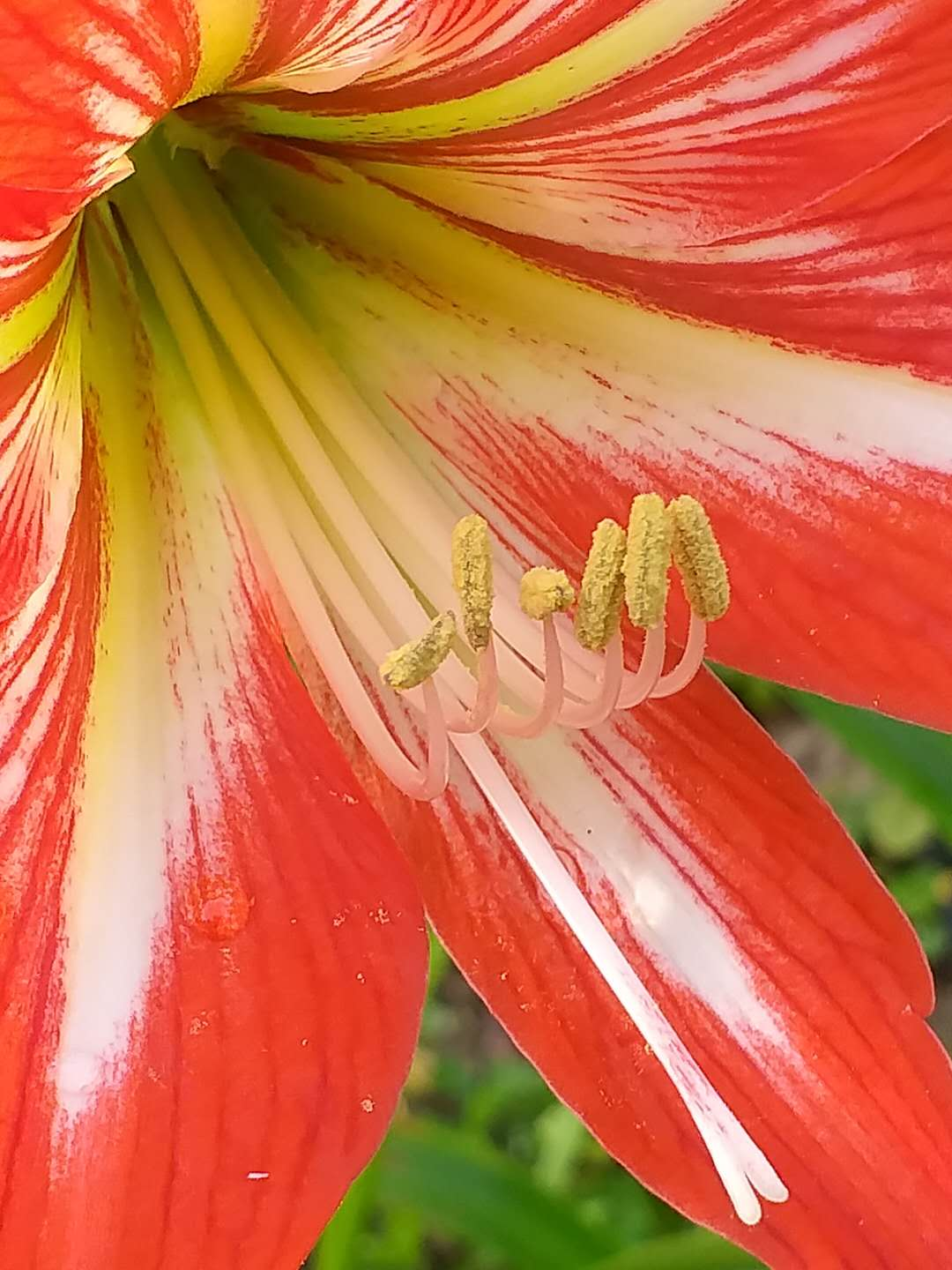
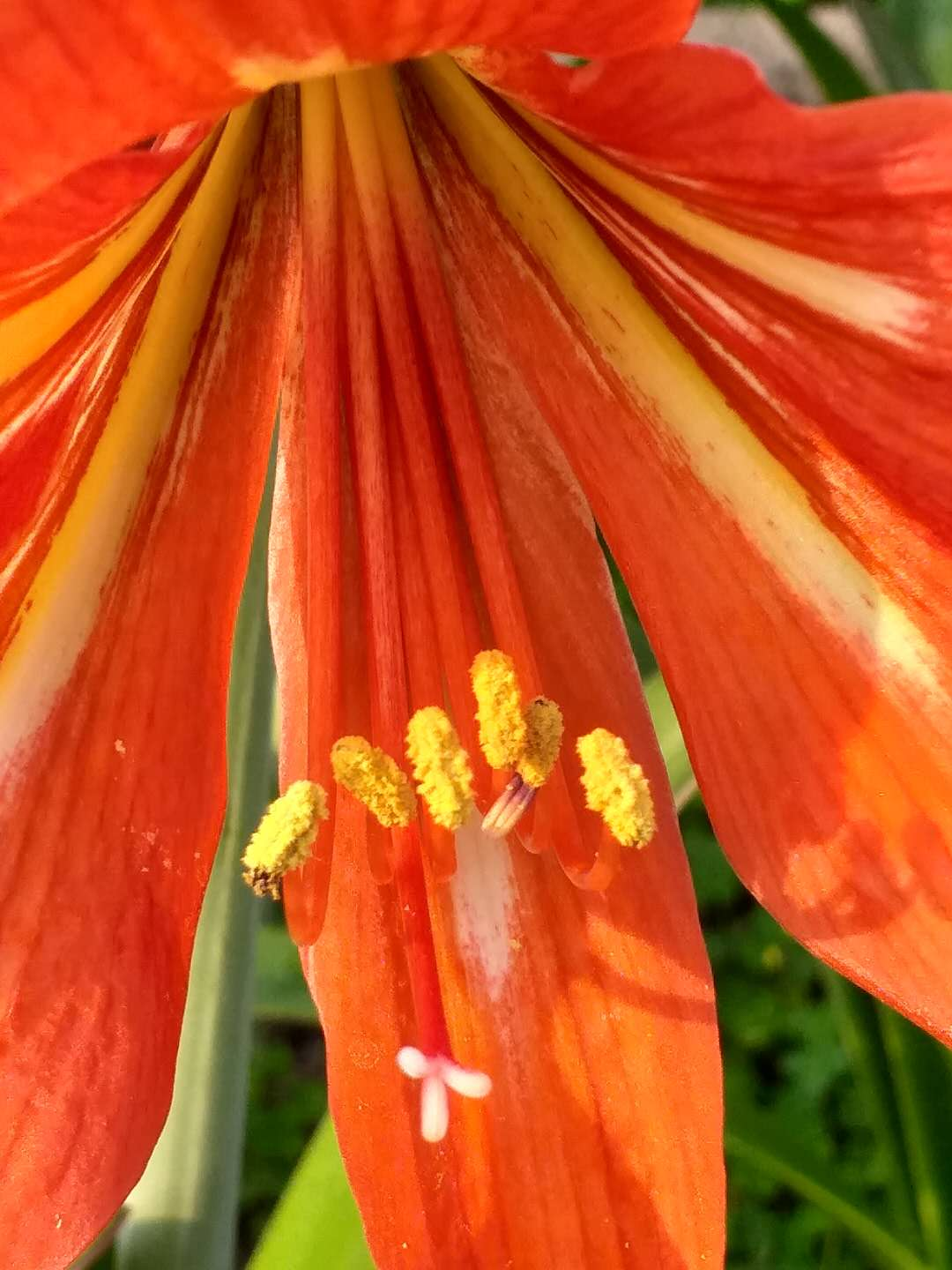
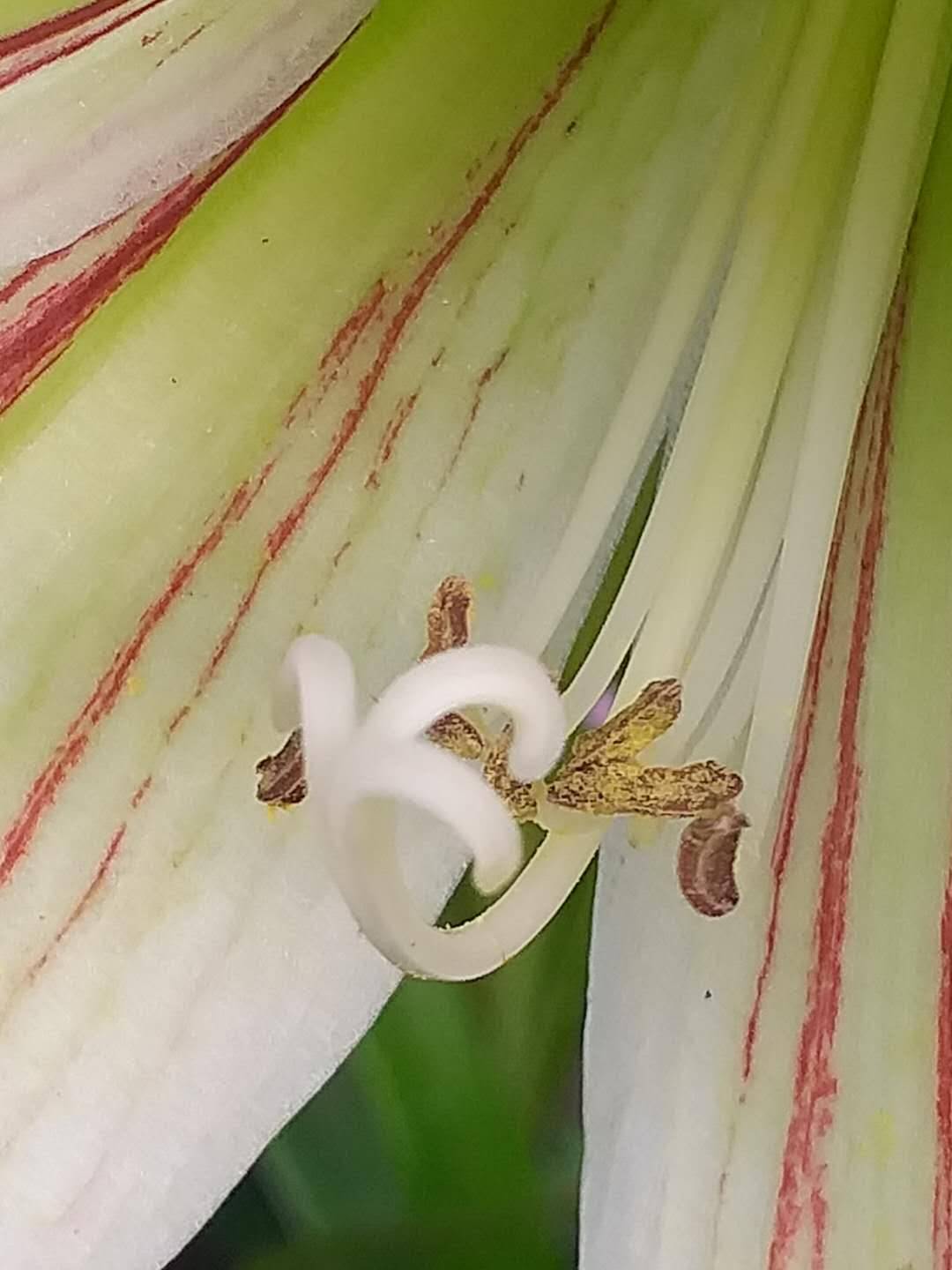